# 야찌

로고

야찌(Yahtzee)는 해즈브로에서 발매되는 주사위 게임이다. 5개의 주사위를 던져 높은 점수를 겨룬다.

## 방법과 규칙
플레이어는 5개의 주사위를 던진다. 던진 주사위가 마음에 들지 않으면 5개 중 원하는 것을 선택하여 점수를 매길 수 있다. 이것은 2회까지 반복 할 수 있다. 이때까지 매긴 점수를 합쳐 높은 사람이 이긴다.